# Hanna Zdanowska
Hanna Elżbieta Zdanowska z domu Aleksandrzak (ur. 23 marca 1959 w Łodzi) – polska inżynier środowiska, samorządowiec i polityk, posłanka na Sejm VI kadencji, od 2010 prezydent Łodzi.

## Życiorys

### Działalność do 2010
Urodziła się i wychowała w Łodzi, gdzie uczęszczała do szkoły podstawowej i średniej. Świadectwo maturalne uzyskała w XXVI Liceum Ogólnokształcącym w Łodzi. Ukończyła studia z zakresu inżynierii środowiska na Wydziale Budownictwa i Architektury Politechniki Łódzkiej. W latach 80. była m.in. majstrem na łódzkich budowach na Radogoszczu i Retkini.
Prowadziła własną działalność gospodarczą w przemyśle odzieżowym. Przez sześć lat była dyrektorem biura Łódzkiej Izby Przemysłowo-Handlowej. W 2005 bez powodzenia kandydowała do Senatu z ramienia Platformy Obywatelskiej w okręgu sieradzkim. W 2006 została członkinią tej partii; w tym samym roku z jej listy uzyskała mandat radnej Rady Miejskiej w Łodzi. W styczniu 2007 zrezygnowała z zasiadania w niej w związku z powołaniem na stanowisko zastępcy prezydenta miasta ds. związanych z edukacją, sportem, a także funduszami unijnymi.
W 2007 została wybrana do Sejmu z listy Platformy Obywatelskiej. Kandydując w okręgu łódzkim, uzyskała wówczas 11 506 głosów. Pełniła funkcję wiceprzewodniczącej Polsko-Tajwańskiego Zespołu Parlamentarnego.
Była przeciwna referendum w sprawie odwołania Jerzego Kropiwnickiego z funkcji prezydenta Łodzi (2010).

### Prezydent Łodzi

#### I kadencja

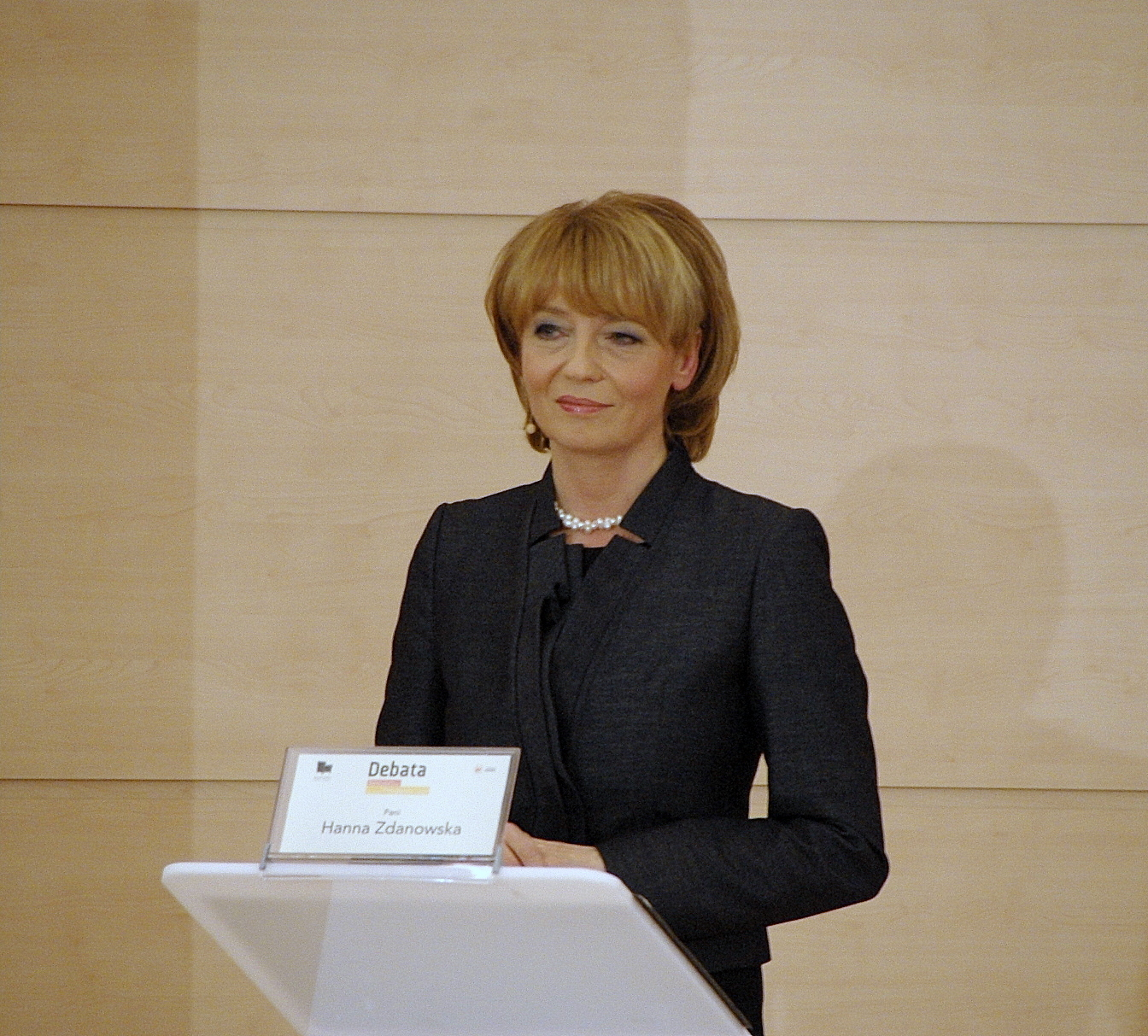
Hanna Zdanowska podczas debaty przed drugą turą wyborów prezydenckich w Łodzi (2010)

W wyborach samorządowych w 2010 została zgłoszona jako kandydatka na prezydenta Łodzi z ramienia Platformy Obywatelskiej. W pierwszej turze wyborów z 21 listopada 2010 zdobyła 69 613 (34,04%) głosów, zajmując pierwsze miejsce wśród kandydatów. 5 grudnia tego samego roku zwyciężyła w drugiej turze wyborów z Dariuszem Jońskim z wynikiem 60,65% głosów, 13 grudnia została zaprzysiężona na urząd prezydenta miasta, stając się pierwszą w historii kobietą kierującą administracją miejską Łodzi.
Z jej inicjatywy przebudowano trasę W-Z, łączącą dwa największe w Łodzi osiedla: Retkinię i Widzew Wschód. Przystąpiono również do realizacji nowego budynku dworca stacji Łódź Fabryczna, kontynuowano pracę przy rewitalizacji zabytkowej elektrociepłowni EC-1 i tworzeniu Nowego Centrum Łodzi. Stworzono i realizowano projekt rewitalizacji łódzkich kamienic „Mia100 kamienic”.
Dwukrotnie w toku kadencji były podejmowane próby zorganizowania referendum w sprawie jej odwołania. W 2012 grupa inicjatywna zarzucała jej działania prowadzące m.in. do powiększenia zadłużenia miasta, likwidacji placówek oświatowych czy złego stanu komunikacji miejskiej. W 2013 inicjatorzy zawiązali Komitet Wyborczy Wyborców „Ratujmy Nasze Miasto”, zarzucający drogie inwestycje i nakładanie dodatkowych obciążeń np. w zakresie czynszów czy opłat za użytkowanie wieczyste i wywóz śmieci. W obu przypadkach nie zebrano odpowiedniej liczby podpisów do przeprowadzenia głosowania.
W tym samym roku ośmioro radnych, usuniętych z PO w związku z zagłosowaniem wbrew stanowisku klubu, utworzyło klub Łódź 2020, który zaczął współpracować z opozycyjnymi radnymi z PiS i SLD, w wyniku czego Hanna Zdanowska straciła większość w radzie miejskiej.

#### II kadencja

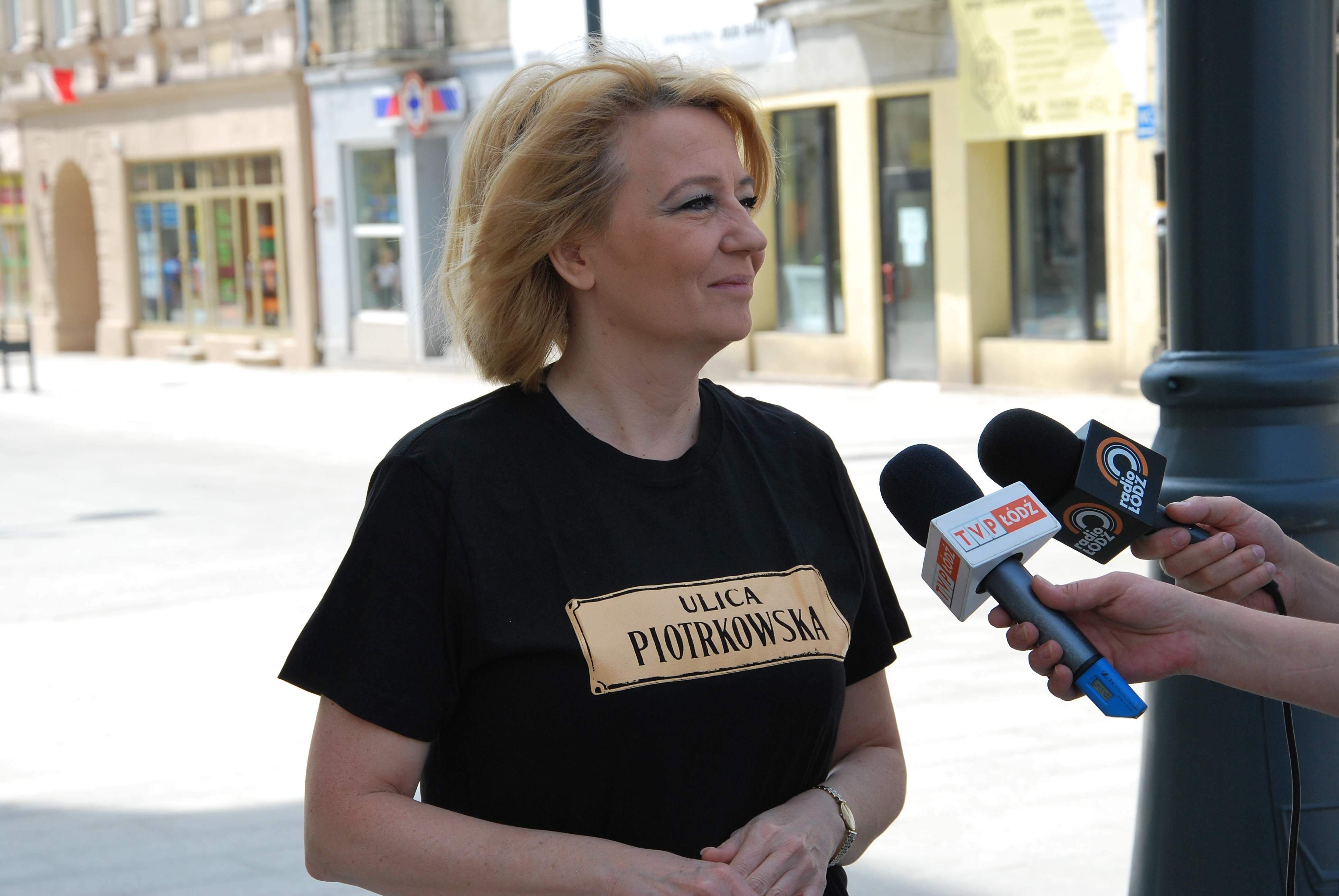
Hanna Zdanowska na odnowionej ulicy Piotrkowskiej (2013)

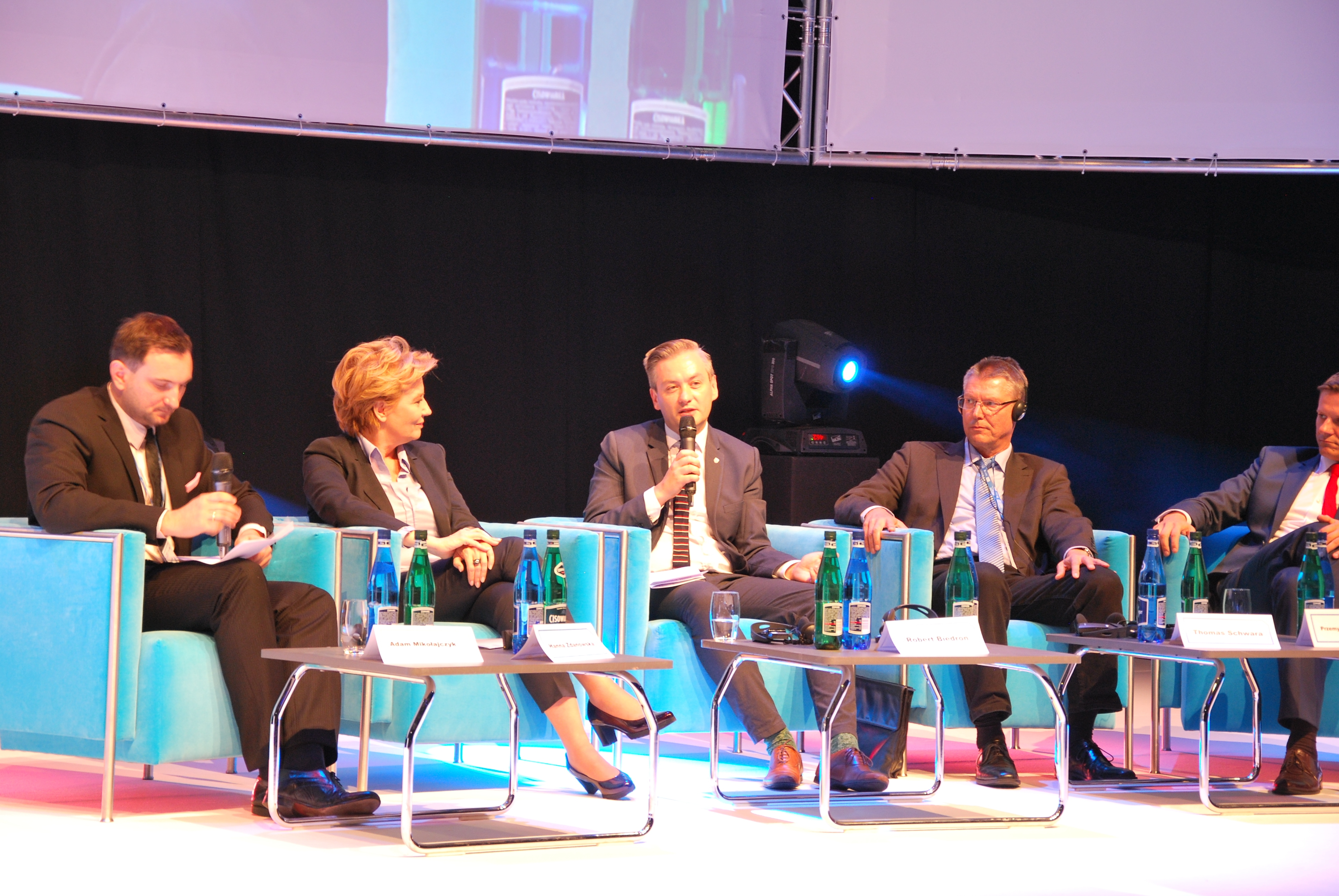
Hanna Zdanowska podczas VIII Europejskiego Forum Gospodarczego w Łodzi (2015)

W 2014 z powodzeniem ubiegała się o reelekcję, wygrywając w pierwszej turze głosowania z wynikiem 54,08% głosów. W 2015 była jednym z założycieli komitetu wyborczego Bronisława Komorowskiego w wyborach prezydenckich.
W drugiej kadencji z inicjatywy prezydent zrealizowano w mieście m.in. inwestycje sportowe, na które przeznaczono prawie 400 milionów złotych. Zrealizowane zostały m.in. stadion miejski dla Widzewa przy al. Piłsudskiego, trybuna i mała hala przy al. Unii, obiekty treningowe „Minerska” i „Łodzianka” oraz Centrum Sportów Motorowych.
Hanna Zdanowska działała na rzecz organizacji w Łodzi Expo 2022, do którego prawa uzyskało jednak Buenos Aires. Łódź została natomiast w 2018 wybrana na organizatora Expo Horticultural w 2024.
W listopadzie 2016 prokurator przedstawił jej zarzuty posłużenia się poświadczającymi nieprawdę dokumentami przy zawieraniu w 2008 i 2009 umów kredytowych, do popełnienia tych czynów Hanna Zdanowska nie przyznała się. Po kilku miesiącach postępowanie w zakresie głównego zarzutu umorzono. W sierpniu 2017 prokurator skierował do sądu akt oskarżenia, w którym została oskarżona o poświadczenie nieprawdy we wniosku kredytowym swojego partnera. W marcu 2018 w pierwszej instancji została skazana nieprawomocnie za ten czyn na karę grzywny w łącznej kwocie 20 tysięcy złotych. Wyrok ten uprawomocnił się we wrześniu 2018 na skutek wyroku wydanego w drugiej instancji przez Sąd Okręgowy w Łodzi. W związku z zarzutami prokuratorskimi, 26 listopada 2016 pod hasłem „Murem za Hanką”, odbył się przemarsz łodzian, będący wyrazem poparcia dla prezydent.

#### III kadencja
W wyborach samorządowych w 2018 po raz trzeci została wybrana na prezydenta Łodzi, otrzymując w pierwszej turze głosowania 70,22% głosów. Wkrótce po tych wyborach z inicjatywy posłów PiS uchwalono zmianę kodeksu wyborczego, określoną przez media jako „lex Zdanowska” (jako wynikającą ze sprawy związanej z wyrokiem wobec prezydent Łodzi). Zmiana ta eliminowała rozbieżności pomiędzy kodeksem a ustawą o pracownikach samorządowych, pozbawiając prawa wybieralności na urząd wójta, burmistrza czy prezydenta miasta każdą osobę skazaną za umyślne przestępstwo ścigane z oskarżenia publicznego lub przestępstwo skarbowe (wcześniej kodeks ograniczał ten zakres do osób skazanych na karę pozbawienia wolności, podczas gdy ustawa zawierała zakaz zatrudniania na podstawie wyboru osób skazanych bez różnicowania rodzaju kary). Przepisy nie dotyczyły przy tym urzędującej prezydent Łodzi, co do której w trakcie kadencji po roku od wykonania grzywny nastąpiło zatarcie skazania.
Do 40-osobowej Rady Miejskiej w Łodzi sygnowany jej nazwiskiem komitet (tworzony przez PO, Nowoczesną, PSL, SLD i Inicjatywę Polska) w 2018 wprowadził 32 radnych. W czerwcu 2019 znalazła się w krajowym sztabie wyborczym Koalicji Obywatelskiej, powołanym w związku z wyborami parlamentarnymi; zrezygnowała z udziału w nim po ogłoszeniu przez lidera PO Grzegorza Schetynę wstępnej czołówki listy kandydatów.

#### IV kadencja
W wyborach w 2024 uzyskała reelekcję w pierwszej turze z wynikiem 59,30% głosów. Startowała tym razem z ramienia Koalicji Obywatelskiej, która zdobyła 28 mandatów w 37-osobowej Radzie Miejskiej w Łodzi.

## Życie prywatne
Hanna Zdanowska była mężatką, z mężem rozwiodła się w 1997. Z tego związku ma syna Roberta, artystę, absolwenta ASP w Łodzi. Również od 1997 w związku nieformalnym z Włodzimierzem, przedsiębiorcą branży tekstylnej.

## Odznaczenia
- Krzyż Kawalerski Orderu Odrodzenia Polski (2015)[35]
- Brązowa Odznaka „Zasłużony dla Ochrony Przeciwpożarowej” (2013)[36]
- Srebrny Medal za Zasługi dla Policji (2011)[37]
- Odznaka Honorowa Polskiego Czerwonego Krzyża III stopnia (2014)[38]
- Medal „Pro Patria” (2013)[39]
- Odznaka Honorowa za Zasługi dla Samorządu Terytorialnego (2015)[40]
- Medal Za zasługi dla Stowarzyszenia Kombatantów Misji Pokojowych ONZ